# Ион Ридан
Ион Ридан (енгл. Eoin Reddan; 20. новембар 1980) професионални је рагбиста и ирски репрезентативац, који тренутно игра за Ленстер. Висок је 176 cm, тежак је 83 kg и игра на позицији број 9 - деми. Студирао је на универзитету у Лимерику. Са 13 година почео је да тренира спорт са јајастом лоптом. Од аматерских клубова играо је Олд Крескент, Јанг Манстер и Ленсдаун. Први професионални уговор је потписао 2001. за Конот где је провео 2 године (12 утакмица). Од 2003. до 2005. играо је за Манстер (29 утакмица, 10 поена). Од 2005. до 2009. играо је за Воспсе (125 утакмица, 65 поена). Лета 2009. потписао је трогодишњи уговор са Ленстером, за који је до сада одиграо 121 меч и постигао 25 поена. Дебитовао је у купу шест нација 2006. против Француске. За Ирску је укупно одиграо 68 тест мечева и постигао 10 поена. Са Воспсима је освојио титулу првака Енглеске 2008. и титулу првака Европе 2007. Са Ленстером је освојио 2 пута келтску лигу, 2 пута куп европских шампиона и 1 челинџ куп. Са Ирском је освојио титулу првака Европе.